# 溢璨井
溢璨井，位于中国云南省丽江市古城区大研街道新义社区密士巷，建于元、明。
2023年8月22日，溢璨井公布为第四批古城区文物保护单位。